# Stefano Durazzo (doża)
Giovanni Stefano Durazzo (ur. w listopadzie 1668 w Genui, zm. 24 stycznia 1744 tamże) – polityk genueński.
Przez okres od 3 lutego 1734 do 3 lutego 1736 roku Giovanni Stefano Durazzo pełnił urząd doży Genui.  
Według spisu z 1736 roku rodzina Durazzów była najbogatszą po rodzie Spinolów rodziną w Genui.